# 海上扁舟

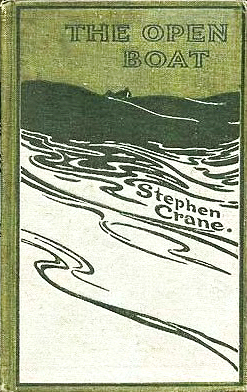
《海上扁舟》美版第一版，封面由威廉·亨利·布拉德利绘制，1898年由纽约双日出版社出版。

《海上扁舟》（英語：The Open Boat）是由美国作家史蒂芬·克莱恩（Stephen Crane）创作的一篇短篇小说。该书于1897年首次出版。克莱恩早年曾前往古巴担任报纸记者，在佛罗里达州海岸遇到了一次海难并成功逃生。这本书就改编自他的这个海难经历。当时克莱恩乘坐的海军准将号蒸汽船在撞上沙洲后沉没，使得他在海上被困了三十个小时，最终他和另外三人不得不乘坐小船前往岸边。同行中有一位名叫比利·希金斯（Billie Higgins）的加油工在小船翻覆后溺水身亡。克莱恩将这次海难和幸存经历记录下来，名为《史蒂芬·克莱恩的亲身经历》（Stephen Crane's Own Story），于他获救几天后首次发表。
克莱恩随后将他的记录改编成叙事形式，由此创作出短篇小说《海上扁舟》并发表在《斯克里布纳杂志》上。该故事以一位匿名记者的视角叙述，这也就暗示了克莱恩是这个故事的真实作者。故事情节与克莱恩本人的海难经历非常相似。1898年，名为的美国版本发行；名为的版本也同时在英国发行。该故事因其创新性而受到当代评论家的称赞，被认为是自然主义文学的典范，也是克莱恩经常被讨论的作品之一。该故事以其对意象、讽刺、象征主义的运用和对生存、团结以及人与自然之间的冲突等主题的探索而闻名。H·G·威尔斯评价《海上扁舟》“毫无疑问是克莱恩所有作品中的巅峰之作”。

## 背景

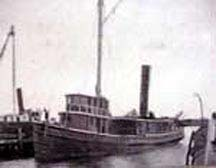
在码头的海军准将号蒸汽船

1896年除夕夜，25岁的史蒂芬·克莱恩登上了海军准将号蒸汽船。他此次出行是受巴切勒报业集团聘用，去担任古巴独立战争期间的战地记者。该船从佛罗里达州杰克逊维尔出发，船上乘客二十七八人，并载有供应给古巴叛乱分子的物资和弹药。在圣约翰河上，距离杰克逊维尔不到3公里的地方，海军准将号在浓雾中撞上沙洲并损坏了船体。虽然船只第二天被拖离沙洲，但它又在佛罗里达州的梅波特搁浅，并造成进一步受损。那天晚上，锅炉房开始漏水，由于水泵故障，船只停在距离蚊子湾（现在的庞塞德莱昂湾）约26公里的地方。随着越来越多的水涌入船内，克莱恩形容引擎室混乱得好似“冥王哈德斯的厨房”。
1897年1月2日凌晨，海军准将号上的救生艇被放下。早上七点，船只沉没。克莱恩是最后一批搭乘救生艇离开的乘员。在他们试图登陆代托纳海滩前，克莱恩和另外三人（包括船长爱德华·墨菲）在佛罗里达州海岸漂流了一天半。然而，小船在海浪中翻了，早已精疲力尽的他们不得不自己游到岸边。其中一位名叫比利·希金斯的加油工在这个过程中遇难。这场灾难占领了当时全国各大报纸的头条。有关该船遭到破坏的谣言也广为流传，但从未得到证实。
这场灾难发生几天后，克莱恩与他的妻子科拉重聚。他利用在杰克逊维尔等待另一艘船的间隙时间迅速写下了关于沉船事件的初稿。由于急需一份工作，克莱恩不久就前往纽约，寻找能参与报道即将爆发的希土战争的工作机会。几周后，大约在二月中旬，克莱恩完成了故事的撰写，也就是后来的《海上扁舟》。据记者拉尔夫·德拉海·潘恩介绍，克莱恩再次经过杰克逊维尔时，他给船长墨菲看了这篇短篇小说的初稿。据说当克莱恩询问他的意见时，墨菲回答说：“你写得很好，史蒂芬……这就是事情的经过，就是我们当时的感受。再多讲些给我听吧。”

## 剧情概要
他们谁也不知道天空的颜色。他们平望过去，紧盯着席卷而来的波涛。这些波涛是蓝灰色的，只有浪峰处喷溅出白色的泡沫。地平线时宽时窄，时沉时浮，边缘被像岩石一般尖锐凸起的浪花勾勒得参差不齐。
《海上扁舟》分为七个章节，每个章节都主要从一个记者的视角讲述故事，也就是以克莱恩本人的视角。第一节介绍了四个人物——记者（旁观者，与船上其他人关系疏离）；受伤的船长（因失去船只而伤心，但具有领导能力）；胖且滑稽的厨师（始终乐观地认为他们能获救）；加油工比利（最强壮的人，也是故事中唯一提到名字的人）。故事开始于一场沉船事故发生后，他们四人作为事故的幸存者，乘坐着一艘小救生艇在海上漂流。
在接下来的四个章节中，他们的情绪从自己身处绝境的愤怒，变成逐渐理解并同情彼此的处境和感受，他们还领悟到了自然对人类命运的冷漠态度。他们变得疲惫不堪，彼此争吵不休。尽管如此，加油工和记者仍在轮流划桨朝着岸边前行，而厨子则不停舀水排水以保持船只漂浮不会沉没。当看到远处地平线上出现一座灯塔时，他们心中燃起了希望，但又对前往灯塔所要面临的危险望而却步。他们看到了岸边挥手的人以及那艘不确定是真是假的船，却无法取得联系，这让他们的希望进一步破灭了。记者和加油工继续轮流划船，其他人在船上辗转难眠。随后，记者注意到一条鲨鱼在船附近游动，但出乎意料的是他并没有受到影响。在倒数第二节中，记者疲惫地回想起卡罗琳·诺顿夫人的诗《莱茵河畔宾根》中的一节，讲述的就是一名“军团士兵”远离家乡并死去的故事。
在最后一节的开头描述到，四人决定放弃他们已经待了三十个小时的摇摇欲翻的小艇，试图游到岸边。在这段长途游泳的过程中，四人中最强壮的加油工比利游在最前面；船长一边扒着船脊一边朝岸边前进；厨子利用幸存的桨向前划动；记者被一股水流困住，但最终还是脱困成功继续前进。在其中三人安全到达岸边并得到一群救援人员接应后，他们发现比利已经死了，他的尸体被冲上了海滩。

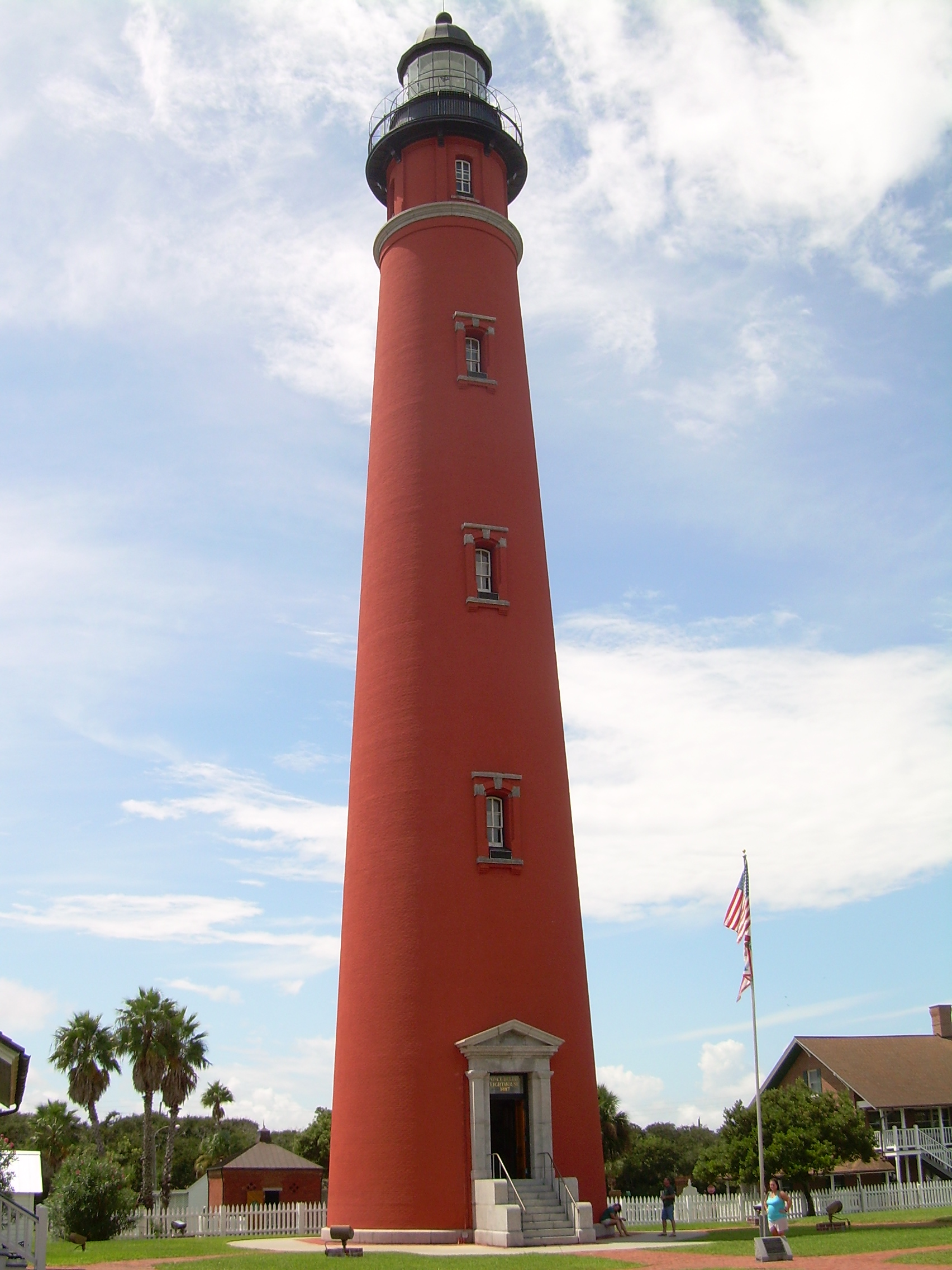
蚊子湾灯塔，现在被称为Ponce de Leon Inlet Light，这就是书中四人在船上所看到的那个灯塔。

## 文章主题

### 人与自然
与其他自然主义作品类似，《海上扁舟》审视了人类的处境：人不仅与社会隔绝，还与上帝和自然隔绝。人与自然之间的斗争是作品中最明显的主题。虽然故事一开始书中人物认为汹涌的大海是针对他们的敌对力量，但他们逐渐相信自然是冷漠的。在最后一节的开头，记者重新思考了他对自然敌意的看法：“个体奋斗中的自然是宁静的——风中的自然，以及人类眼中的自然。在他看来，自然既不残忍，也不仁慈，也不狡黠，也不睿智。但她是冷漠的，绝对冷漠的。”记者经常用女性代词来指代大海，这让船上的四名男子面临着一种无形但女性化的威胁。评论家莉黛丝·基桑（Leedice Kissane）进一步指出这个故事似乎是对女性的贬低，这四个幸存者将命运拟人化为“一个愚蠢的老太婆”和“一只老母鸡”。克莱恩的其他作品中也出现过“自然最终是冷漠的”这一观点。克莱恩1899年的诗集《战争是仁慈的》中的一首诗也呼应了克莱恩作品中常见的宇宙冷漠主题：
| 原文 | 中译                                                                                     |
| --- | ---------------------------------------------------------------------------------------- |
| A man said to the universe: "Sir, I exist!" "However," replied the universe, "The fact has not created in me A sense of obligation." | 一个人对宇宙说： “先生，我存在！” “但是，”宇宙回答说， “事实并没有让我产生 一种义务感。” |

由于人类的孤立而产生的形而上学的冲突也是整个故事的重要主题，因为人物不能依靠更高的信仰或存在来保护自己。记者感叹缺乏宗教的支持，也无法将自己的不幸归咎于上帝。他沉思道：“当一个人意识到自然并不认为他重要时，认为即使没有他，宇宙也不会因此而受损时，他开始想要向神殿投掷砖块，结果他痛心疾首地发现这里既没有砖块，也没有神殿。”人对自己和周围世界的感知也不断受到质疑。记者经常谈到事物“表象”或“外观”，让事物的实际”本质“变得模糊不清。沃尔福德同样指出了故事那句强有力但充满问题的开场白的重要性——“他们都不知道天空的颜色”——为故事的不安和不确定感奠定了基调。

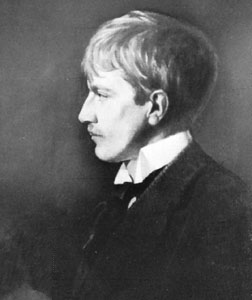
科温·克纳普·林森(Corwin K. Linson) 于1894年绘制的史蒂芬·克莱恩画像

### 生存与团结
切斯特·沃尔福德（Chester Wolford）在对克莱恩的短篇小说的批判分析中指出，尽管作者最熟悉的主题之一是探讨人物在冷漠宇宙中看似微不足道的存在，但因为克莱恩与故事有明显的联系，记者在《海上扁舟》中的经历可能比之前故事描述的更加个人化。塞尔吉奥·佩罗萨（Sergio Perosa）同样说明了克莱恩如何“将真实事件转变为存在主义戏剧，并为简单叙述中的人类生存斗争赋予普遍意义和诗意价值”。
面对最终冷漠的自然，书中的人物们在团结中找到了慰藉。他们经常被合称为“这些人”，而不是根据他们的职业单独称呼，这让他们之间创造了一种默契的理解，使他们感到彼此的团结。第三节的前几句话证明了这种联系：“很难描述这种在大海上建立起来的微妙的手足之情。没有人说过是这样，也没有人提到过。但它存在于船上，每个人都感觉到了它的温暖。他们是船长、加油工、厨子和记者，他们是朋友，是超乎寻常地联结得更紧密的朋友”。生存本身也是一个重要的主题元素，因为这取决于这些人是否能为了拯救自己而与自然作斗争。记者的求生欲望体现在他反复吟唱的歌词中：“如果我要被淹死——如果我要被淹死——如果我要被淹死，那么，统治大海的七位疯狂的神啊，为什么我被允许走到这么远，看着那些沙子和树木呢？”通过不断地重复，记者在仪式化地表达自己，但他在存在上仍然漂泊不定。

### 怜悯
作者伯特·班德（Bert Bender）在其1990年出版的《海洋的弟兄：从莫比·迪克至当代美国海洋小说传统》中指出，克莱恩对加油工比利的刻画充满同情心，他是四个人物中身体最强壮的一个，但却是唯一死去的一个。记者甚至惊奇地注意到，尽管比利在船沉没前已经轮班工作两轮，但他仍具有非凡出色的划船能力。班德写道，克莱恩“强调比利稳定、简单的劳动是他在这里扮演救世主角色的有形基础”，而加油工被描绘成一个“简单、勤劳的海员，清楚地表达了他对美国海洋小说传统中，至关重要的桅杆前海员这一民主理想的同情。”然而，比利未能在这场灾难中幸存下来，这一情况与达尔文主义是对立的，因为唯一未能幸存的人恰恰是身体最强壮的人。
A Soldier of the Legion lay dying in Algiers,

There was lack of woman's nursing, there was dearth of woman's tears;

But a comrade stood beside him, and he took that comrade's hand,

And he said, "I shall never see my own, my native land".

外籍军团的一名士兵躺在阿尔及尔奄奄一息，

这里没有女人的照料，也没有女人的眼泪；

但一位战友站在他身边，握着他的手，

他说：“我再也看不到，我的家乡了。”
《海上扁舟》直接引用了卡罗琳·诺顿夫人1883年创作的诗《莱茵河畔宾根》，该诗重点讲述了一名远离家乡的法国外籍兵团士兵死亡时紧握战友的手的场景。记者在回忆这首诗时，看到这位士兵的悲惨境遇与他自己的处境如出一辙，让他对这位匿名的诗中人物感到难过。爱德华·斯通（Edward Stone）和马克斯·威斯布鲁克（Max Westbrook）等评论家注意到垂死的士兵和遭遇海难的记者之间的相似之处，认为是记者的这个领悟使得他发现在这个冷漠的世界中人与人之间同情存在的必要性。虽然文学上的参考可能被认为具有讽刺意味、缺乏同情心并且只是次要的兴趣点，但斯通认为这首诗也可能是《红色英勇勋章》的来源之一，该书也探讨了人与形而上学的关系。

## 评价及遗产
《海上扁舟》是克莱恩被讨论最频繁的作品之一，经常被编入选集中。威尔逊·福利特将这个故事收录在他1927年出版的克莱恩作品集第十二卷中，同时还出现在罗伯特·斯托尔曼（Robert Stallman）1952年出版的《斯蒂芬·克莱恩全集》（Stephen Crane: An Omnibus）中。这个故事及其随后的同名系列作品获得了当代评论家和作家的高度赞誉。记者哈罗德·弗雷德里克在为《纽约时报》撰写的评论中赞扬了这个故事的价值，以及斯蒂芬的朋友将其收录并编撰为作品集的文学重要性：“即使他没有写过其他任何东西，《海上扁舟》也足以让他毫无疑问地在现在的位置上站稳脚跟”。英国诗人罗伯特·布里奇斯在杂志《生活》的评论中同样赞扬了这个故事，称克莱恩“已将这段经历不可磨灭地定格在你的脑海里，这是对文学工匠的考验”。美国新闻工作者兼作家哈利·埃斯蒂·杜恩斯（Harry Esty Dounce）称赞这个故事的情节看似简单，但它是克莱恩的巅峰之作，在为《纽约晚间太阳报》的撰文中称，“对于那些读过《海上扁舟》的人，相比故事的技巧性结构，他们会更深刻地记住那一天四人所经历的长久且痛苦的挣扎、近在咫尺却无法触及的陆地、坚持不懈排水的行为、小心翼翼而又频繁变换位置来保持平衡的努力、可怕而又稳定的乐观情绪以及所形成的特殊的小团体兄弟情谊。”
克莱恩在28岁时因肺结核英年早逝，他的作品在他去世后却重新获得了人们的喜爱和关注。作家兼评论家阿尔伯特·哈伯德在《菲利士人》杂志上为克莱恩撰写了一则讣告，内容中写到，《海上扁舟》是“有史以来最严肃、最令人毛骨悚然的现实主义作品”。编辑文森特·斯塔瑞特（Vincent Starrett）还注意到故事中使用的令人沮丧的现实主义风格，他说：“这是一幅荒凉的画面，而这个故事是我们最伟大的短篇小说之一。”作者的另一位朋友H·G·威尔斯写道，“《海上扁舟》毫无疑问是克莱恩所有作品中的巅峰之作。”威尔斯在谈到克莱恩在写作中对色彩和明暗对照的运用时说道：“它具有早期故事的所有鲜明力量，同时还带有新的克制元素。色彩一如既往地饱满，甚至更加丰富和强烈，但在《红色英勇勋章》中的那些杂乱无章、令人感到困惑的色彩，都在《海上扁舟》中得到调整和控制了。”这个故事至今仍然受到评论家们的推崇。托马斯·肯特（Thomas Kent）将《海上扁舟》称为克莱恩的“代表作”，而克莱恩传记作家斯坦利·韦特海姆（Stanley Wertheim）则称其为“克莱恩最优秀的短篇小说和十九世纪末美国文学的杰作之一”。

## 引文
1. 1 2 3  Weatherford (1997), p. 271
2. ↑  Wertheim (1994), p. 232
3. ↑  Wertheim (1994), p. 233
4. ↑  Wertheim (1994), p. 234
5. ↑  Wertheim (1994), p. 236
6. ↑  Davis (1998), p. 187
7. ↑  Wertheim (1994), p. 240
8. ↑  Sorrentino (2006), p. 191
9. ↑  Crane (1898), p. 3
10. 1 2 3  Wertheim (1997), p. 248
11. ↑  Crane (1898), p. 52
12. ↑  Schaefer (1996), p. 302
13. ↑  Wertheim (1997), p. 27
14. ↑  Bender (1990), p. 75
15. ↑  Wertheim (1997), p. 249
16. ↑  Crane (1898), p. 44
17. ↑  Halliburton (1989), p. 238
18. ↑  Wolford (1989), p. 18
19. ↑  Wolford (1989), p. 17
20. ↑  Schaefer (1996), p. 315
21. ↑  Dooley (1994), p. 68
22. 1 2  Wolford (1989), p. 19
23. ↑  Crane (1898), p. 16
24. ↑  Crane (1898), pp. 25, 36, 43
25. ↑  Halliburton (1989), p. 246
26. ↑  Bender (1990), p. 69
27. ↑  Wertheim (1997), p. 150
28. ↑  Crane (1898), pp. 45–46. Two lines of Norton's first stanza ("But a comrade stood beside him, while his lifeblood ebbed away,/And bent with pitying glances, to hear what he might say") are missing in Crane's quotation, and it is disputed whether Crane accidentally misquoted or deliberately truncated the verse. (Jackson, David H. . American Literature. 1983, 55 (1): 77–80. JSTOR 2925884. doi:10.2307/2925884.)
29. ↑  Schaefer (1996), p. 300
30. ↑  Schaefer (1996), pp. 302–303
31. ↑  Schaefer (1996), p. 296
32. ↑  Weatherford (1997), p. 216
33. ↑  Wertheim (1994), p. 305
34. ↑  Current Opinion, Volume 62. Current Literature Pub. Co., 1917.
35. ↑  Weatherford (1997), p. 265
36. ↑  Starrett (1921), p. 11
37. ↑  Kent (1986), p. 145